# Верхнее Челяево
Верхнее Челяево — упразднённая деревня в Северном районе Оренбургской области. На момент упразднения входила в состав сельского поселения Нижнечеляевский сельсовет. Исключена из учётных данных в 1997 году.

## География
Располагался на правом берегу реки Кармалка, на расстоянии, примерно, 2 километров к северу от села Нижнее Челяево.

## История
По данным на 1931 год деревня состоял из 73 хозяйств. В административном отношении входила в состав Нижне-Челяевского сельсовета Боклинского района Средневолжского края.
По данным на 1939 год деревня входила в состав Нижне-Челяевского сельсовета Сок-Кармалинского района. В посёлке действовал колхоз «Ленинский комсомол».
Постановление Законодательного Собрания Оренбургской области от 29 декабря 1997 г. деревня исключена из учётных данных.

## Население
По данным на 1930 год в деревне проживало 267 человек, основное население — русские.